# Nuth
Nuth ( udtale ?) er en kommune og en by, beliggende i den sydlige provins Limburg i Nederlandene. Kommunens areal er på 32,63 km², og indbyggertallet er på 15.385 pr. 1. april 2016.

## Kernerne
Nuth Kommunen består af følgende landsbyer og bebyggelser.
| Nederlandsk  |  | Limburgsk |  | Aantal |
| Nuth         |  | Nut       |  | 5476   |
| Hulsberg     |  | Hölsberg  |  | 4049   |
| Schimmert    |  | Sjömmert  |  | 3295   |
| Wijnandsrade |  | Wienesrao |  | 1701   |
| Vaesrade     |  | Vaosje    |  | 1043   |

| - Aalbeek (Oalbèèk) - Arensgenhout (Hulsberg) - Op de Bies (Schimmert) - Brand - Brommelen (Brómmele) - Groot-Haasdal (Schimmert) - Grijzegrubben (Griëzegröbbe) - Helle (G'n Hèl) - Hellebroek (Hèllebrook) - Hunnecum (Hunnekem) - Kamp (Kamp) - Kathagen (Kathage) - Klein-Haasdal (Schimmert) | - Kruis (Gekruus) - Laar (Laor) - Leeuw (Lui) - Nierhoven (Nuth) (Nirve) - Oensel (Schimmert) Oensel - Reuken (G'n Reuke) - Swier (Wijnandsrade) (Swier) - Terstraten (Tersjtraote) - Tervoorst (Tervoeësj) - Vink - Wissengracht (Hulsberg) (Wisjegrach) |

## Galleri
- Gammel bondegård
- Gammel bondegård
- Hulsbergkloaster
- Terstraten
- Hunnecum mølle
- Nuth: Huis De Dael
- Reymersbeek Slot i Nuth